# Gomphandra rarinervis
Gomphandra rarinervis är en järneksväxtart som beskrevs av Schori. Gomphandra rarinervis ingår i släktet Gomphandra och familjen Stemonuraceae. Inga underarter finns listade i Catalogue of Life.